# Haplochromis paraplagiostoma
Haplochromis paraplagiostoma е вид лъчеперка от семейство Цихлиди (Cichlidae).

## Разпространение
Видът е разпространен в Уганда.